# Římskokatolická farnost Blažim
Římskokatolická farnost Blažim (lat. Ploscha) je církevní správní jednotka sdružující římské katolíky na území obce Blažim a v jejím okolí. Organizačně spadá do lounského vikariátu, který je jedním z 10 vikariátů litoměřické diecéze. Centrem farnosti je kostel svatého Prokopa v Blažimi.

## Historie farnosti
V roce 1186 byla v místě plebánie řádu johanitů. Matriky jsou vedeny od roku 1651. Farnost kanonicky existuje od roku 1656. Od roku 1777 spadala do farnosti expozitura Sušany.

### Duchovní správcové vedoucí farnost
Začátek působnosti jmenovaného v duchovní správě farnosti od roku:
- 1384   Henricus, † 1390
- 1390   Jacobus
- 1651   Joannes Langenhain
- 1663   Joannes Fosberger
- 1680   Joannes Flüsner
- 1696   Josephus Göpfert
- 1701   Franciscus Pacegert
- 1701   Joannes Faustin
- 1738   Gottfrieddus Heinßchuh
- 1758   Joannes John
- 1765   Josephus Zuschner
- 1777   Franc. Pauernaepl, † 16. 1. 1811
- 1794   Franc. Apltauer, n. 2. 10. 1750 Pilgramiens, o. 11. 6. 1775, † 13. 9. 1836
- 1823   Adalb. Zahorzansky de Worlik, n. 31. 8. 1769 Prag, o. 23. 2. 1794, † 13. 1. 1827
- 1827   Christoph. Werner, n. 14. 1. 1782 Schüttenitz, o. 30. 4. 1806, † 4. 8. 1869
- 1864   Wenc. Weiss, n. 19. 5. 1811 Postelberg, o. 4. 8. 1834, † 11. 12. 1889
- 1870   Jos. Tschochner, n. 11. 8. 1820 Mohr, o. 4. 7. 1848, † 26. 3. 1895
- 1890   Franc. Vlasák, n. 1. 12. 1832 Skyšic., o. 1. 8. 1859, † 1. 3. 1914
- 1896   Franc. Pražák, n. 1.2. 1852 Solnic., o. 14. 7.1877, † 15. 3. 1907
- 1907 Jos. Šplechtna, n.  8. 4. 1865 Klatov., o. 10. 7. 1887, † 19. 5. 1936
- 1927 Joann. Heger, n. 11. 7. 1873 Kolumut, o. 21. 3. 1897, † 8. 2. 1945
- 7. 1. 1941 par. vacat, adm. exc. Heinrich Göpfert
- 25. 6. 1941 par. vacat, admin. Rud. Skuthan
- 1. 11. 1941   par. vacat, admin. exc. Leo Sirch
- 1. 6. 1945 Friedericus Wurst
- 27. 7. 1946 Gerlak Josef Mazal O. Praem.
- 1. 9. 1946 Oldřich Vinduška
- 24. 2. 1951 Fredericus Lehman
- 1. 8. 1952 Josef Jiran
- 1. 5. 1953 Jindřich Göttinger
- 26. 9. 1953 František Krátký
- 29. 2. 1956 Zdeněk Maryška
- 1. 6. 1958 Tomáš Pirný
- 1. 10. 1958 Stanislaus Rozkopal
- 1. 8. 1964 František Klapuch
- 1. 7. 1972 Josef Petrucha
- 1. 8. 1974 Rudolf Prey, admin. exc. z Postoloprt
- 1. 9. 2013 Joseph Peňáz, admin. exc. z Postoloprt
- 15. 4. 2015 Radim Vondráček, admin. exc. z Postoloprt[3]

Kromě kněží stojících v čele farnosti, působili ve farnosti v průběhu její historie i jiní kněží. Většinou pracovali jako farní vikáři, kaplani, katecheté, výpomocní duchovní aj.

## Území farnosti
Do farnosti náleží území obce:
- Blažim (Ploscha)[p 2]
- Třískolupy[5] (Schiessglock,[2] Schießglock[4])[p 2]

## Římskokatolické sakrální stavby na území farnosti
| | Fotografie | Stavba                     | Místo      | Bohoslužby                      | Zeměpisné souřadnice             | Status        | Číslo kulturní památky           |
| Kostely | Kostely    | Kostely                    | Kostely    | Kostely                         | Kostely                          | Kostely       | Kostely                          |
| --- | ---------- | -------------------------- | ---------- | ------------------------------- | -------------------------------- | ------------- | -------------------------------- |
| 1. |            | Kostel sv. Prokopa         | Blažim     | bližší informace o bohoslužbách | 50°24′30″ s. š., 13°37′32″ v. d. | farní kostel  | 43123/5-1060 (Pk•MIS•Sez•Obr•WD) |
| Zaniklé objekty |            |                            |            |                                 |                                  |               |                                  |
| 2. |            | Kaple Nanebevstoupení Páně | Třískolupy | nelze sloužit                   | 50°25′10″ s. š., 13°40′ v. d.    | zbořená kaple | —                                |
| Některé drobné sakrální stavby a pamětihodnosti lze dohledat zde v databázi Drobné sakrální památky Zaniklé sakrální stavby lze dohledat zde v databázi Poškozené a zničené kostely, kaple a synagogy v České republice |            |                            |            |                                 |                                  |               |                                  |

Ve farnosti se mohou nacházet i další drobné sakrální stavby, místa římskokatolického kultu a pamětihodnosti, které neobsahuje tato tabulka.

## Příslušnost k farnímu obvodu
Z důvodu efektivity duchovní správy byl vytvořen farní obvod (kolatura) farnosti – děkanství Postoloprty, jehož součástí je i farnost Blažim, která je tak spravována excurrendo.